# Афонатора (Салерно)
Афонатора (итал. Affonnatora) је насеље у Италији у округу Салерно, региону Кампанија.
Према процени из 2011. у насељу је живело 36 становника. Насеље се налази на надморској висини од 817 м.